# Église Saint-Martin de Pont-Noyelles
L'église Saint-Martin de Pont-Noyelles est située sur le territoire de la commune de Pont-Noyelles, dans le département de la Somme, à l'est d'Amiens.

## Historique
La construction de l'église de Pont-Noyelles, dédiée à saint Martin remonte au XVIe siècle mais elle fut en grande partie reconstruite au XIXe siècle. Il reste du XVIe siècle la façade occidentale et l'abside, ces deux éléments furent remaniés lors de la reconstruction de la nef de 1878 à 1882 sous la direction de l'architecte amiénois Louis Henry Antoine. La flèche du clocher fut refaite en 1880.
En 1989-1990, d'importants travaux de restauration durent être effectués au clocher, aux contreforts, à la toiture et sur les piliers
.

## Caractéristiques

### Extérieur
L'église dédiée à saint Martin est située au bord de la Sybirre, affluent de l'Hallue. Elle est bâtie en pierre blanche et brique. La façade ouest en pierre  est percée d'un portail de 3 m de haut, d'une baie ogivale haute de 3 m et large de 1,60 m ; elle est surmontée d'un fleuron d'environ 1 m de haut. Une tour octogonale de 11 mètres de haut, au toit en poivrière, est accolée à la façade ouest qui incorpore trois de ses côtés. Accessible de l'intérieur de l'église, un escalier en vis de 32 marches permet d'accéder au clocher.
L'abside est flanquée de deux contreforts en pierre. La nef a été reconstruite en brique, ses murs sont soutenus par des contreforts.
La plus grosse cloche nommée Charlotte par messire Charles de Vion, commandeur de Fieffes, l'an 1787, provient probablement d'un échange fait après la Révolution. La deuxième porte : « J'ai été donnée par Jean Léon Charles Thiebaud, propriétaire de Parmont près de Pont-Noyelles et nommée Jeanne Noémie par monsieur Thiebaud et madame Maria Gaudefroy de Pont-Noyelles, née Marquis, monsieur l'abbé Boucher curé et monsieur Marquis, maire, en 1880 ».

### Intérieur
Sa longueur est de 22 mètres, la largeur de la nef centrale de 4,35 m et celle des bas-côtés de 2,60 m. La voûte est supportée par dix colonnes de 0,95 m de diamètre, à chapiteaux et bases moulurés. L'abside orientée à l'est et prolongée par un cul-de-lampe, est éclairée par deux baies en plein cintre de 2,30 m de hauteur et 1,10 m de large. Le chœur est éclairé par deux baies identiques à celles de l'abside. 
Les piliers témoignent de la disposition de l'édifice originel. Le décor intérieur se compose d'un pavement en carreaux d'Auneuil, de vitraux de l'atelier Bazin. L'église conserve un certain nombre d'objets protégés en tant que monuments historiques :
du XVIe siècle,
- fonts baptismaux ;

du XVIIe siècle,
- statue de Saint Louis, en bois polychrome ;
- baiser de paix en bronze représentant l'Assomption ;

du XVIIIe siècle,
- confessionnal en chêne ;
- deux crédences en bois avec tablettes en marbre ;
- autel secondaire et statue, en bois et plâtre ;

du XIXe siècle,
- statue de procession en bois doré représentant la Vierge Mère ;
- statue de la Vierge à l'Enfant en bois doré ;
- reliquaire en cuivre estampé sur âme de bois ;
- maître-autel et tabernacle en bois peint  avec tableau exécuté vers 1880[6] représentant La Charité de saint Martin[7].